# 2018年國際足協世界盃裁判員
國際足協於2018年3月29日公佈了2018年國際足協世界盃裁判員名單，包括來自六大足球聯合會的 35 名裁判和 63 名助理裁判，還設有 13 名影像裁判。

## 裁判和助理裁判[1]
| 联合会                                     | 裁判                                                             | 助理裁判                                                                |
| ------------------------------------------ | ---------------------------------------------------------------- | ----------------------------------------------------------------------- |
| 亚洲                                       |                                                                  |                                                                         |
| 阿里-礼萨·法加尼 （伊朗）                  | 礼萨·索汗丹 （伊朗） / 穆罕默德-礼萨·曼苏里 （伊朗）             |                                                                         |
| 拉夫山·伊尔马托夫 （乌兹别克斯坦）         | 拉苏洛夫 （乌兹别克斯坦） / 雅克霍吉尔·萨伊多夫 （乌兹别克斯坦） |                                                                         |
| 穆罕默德·阿卜杜拉·哈桑·穆罕默德 （阿聯酋） | 穆罕默德·哈马迪 （阿聯酋） / 哈桑·马里 （阿聯酋）                |                                                                         |
| 佐藤隆治 （日本）                          | 相乐亨 （日本） / 山内弘 （日本）                                |                                                                         |
| 纳瓦夫·舒赫拉拉 （巴林）                   | 亚瑟·哈利勒·阿卜杜拉·特勒法 （巴林） / 塔勒布·马里 （卡達）      |                                                                         |
| 非洲                                       | 迈赫迪·阿比德·谢里夫 （阿尔及利亚）                              | 阿卜德拉克·伊特恰利 （阿尔及利亚）                                      |
| 非洲                                       | 马朗·迪耶迪乌 （塞內加爾）                                       | 吉布列·卡马拉 （塞內加爾） / 艾尔·哈吉·马利克·桑巴 （塞內加爾）         |
| 非洲                                       | 巴卡利·加沙馬 （岡比亞）                                         | 让·克劳德·比鲁姆沙胡 （布隆迪） / 马瓦·兰奇 （肯尼亚）                  |
| 非洲                                       | 格海德·格里沙 （埃及）                                           | 利图安·阿吉克 （摩洛哥） / 瓦里德·艾哈迈德 （蘇丹）                     |
| 非洲                                       | 扬尼·西卡兹韦 （贊比亞）                                         | 杰森·埃米利亚诺·多斯·桑托斯 （安哥拉） / 扎克海勒·图斯·席维拉 （南非）  |
| 非洲                                       | 巴姆拉克·特塞马·维耶萨 （埃塞俄比亞）                            | 阿努瓦·席米拉 （突尼斯）                                                |
| 中北美洲及加勒比海                         | 喬爾·阿吉拉爾 （薩爾瓦多）                                       | 让·尊巴 （薩爾瓦多）                                                    |
| 中北美洲及加勒比海                         | 馬克·基格 （美国）                                               | 弗兰克·安德森 （美国） / 乔·弗莱彻 （加拿大）                           |
| 中北美洲及加勒比海                         | 雅伊尔·马鲁福 （美國）                                           | 克洛伊·洛克威尔 （美國）                                                |
| 中北美洲及加勒比海                         | 里卡多·蒙特罗 （哥斯達黎加）                                     | 胡安·卡洛斯·莫拉·阿拉亚 （哥斯達黎加）                                  |
| 中北美洲及加勒比海                         | 约翰·皮蒂 （巴拿馬）                                             | 加布里埃尔·维多利亚 （巴拿馬）                                          |
| 中北美洲及加勒比海                         | 塞萨尔·亚瑟·拉莫斯 （墨西哥）                                    | 马文·托伦特拉 （墨西哥） / 米格尔·安赫尔·埃尔南德斯·帕雷德斯 （墨西哥） |
| 南美洲                                     | 胡利奥·巴斯库尼安 （智利）                                       | 卡洛斯·阿斯托扎 （智利） / 克里斯蒂安·希曼（智利）                      |
| 南美洲                                     | 恩里克·卡塞雷斯 （巴拉圭）                                       | 爱德华多·卡多佐 （巴拉圭） / 胡安·索里亚 （巴拉圭）                     |
| 南美洲                                     | 安德烈斯·庫尼亞 （乌拉圭）                                       | 尼古拉斯·塔兰 （乌拉圭） / 毛里西奥·埃斯皮诺萨 （乌拉圭）               |
| 南美洲                                     | 尼斯高·比達拿 （阿根廷）                                         | 埃尔南·麦丹纳 （阿根廷） / 胡安·帕布罗·贝拉蒂 （阿根廷）                |
| 南美洲                                     | 桑德罗·列治 （巴西）                                             | 爱默生·德·卡瓦略 （巴西） / 马塞洛·范·盖西 （巴西）                     |
| 南美洲                                     | 韋馬·勞當 （哥伦比亚）                                           | 亚历山大·古兹曼 （哥伦比亚） / 克里斯蒂安·德·拉·克鲁兹 （哥伦比亚）     |
| 大洋洲                                     | 马修·康格 （新西兰）                                             | 西蒙·劳特 （新西兰） / 特维塔·马卡西尼 （汤加）                         |
| 大洋洲                                     | 諾伯特·夏華達 （塔希提）                                         | 勃兰特·布里尔 （新喀多里亞）                                            |
| 欧洲                                       | 菲利克斯·布里希 （德国）                                         | 斯蒂芬·卢普 （德国） / 马克·波什 （德国）                               |
| 欧洲                                       | 喬歷·查基亞 （土耳其）                                           | 巴哈廷·杜兰 （土耳其） / 塔里克·奥冈 （土耳其）                         |
| 欧洲                                       | 謝爾蓋·卡拉肖夫 （俄羅斯）                                       | 安东·艾维利安诺夫 （俄羅斯） / 吉洪卡·卢金 （俄羅斯）                   |
| 欧洲                                       | 比約恩·庫伊佩爾斯 （荷蘭）                                       | 桑德·范·罗克尔 （荷蘭） / 埃文·泽恩斯特拉 （荷蘭）                      |
| 欧洲                                       | 西蒙·馬齊尼亞克 （波蘭）                                         | 帕维尔·索科尼基 （波蘭） / 托马斯·利斯基维奇 （波蘭）                   |
| 欧洲                                       | 安东尼奥·米格尔·马特乌·拉奥斯 （西班牙）                         | 保罗·赛比利安·戴维斯 （西班牙） / 罗贝托·迪亚兹·佩雷斯 （西班牙）       |
| 欧洲                                       | 米洛拉德·馬哲 （塞爾維亞）                                       | 米洛万·里斯蒂奇 （塞爾維亞） / 达利波·久尔杰维奇 （塞爾維亞）           |
| 欧洲                                       | 詹盧卡·羅基 （意大利）                                           | 艾莱尼托·迪·利贝拉托雷 （意大利） / 毛罗·托诺利尼 （意大利）            |
| 欧洲                                       | 达米尔·斯科米纳 （斯洛文尼亞）                                   | 朱尔·普拉普罗特尼克 （斯洛文尼亞） / 罗伯特·沃坎 （斯洛文尼亞）         |
| 欧洲                                       | 克莱门特·图尔平 （法國）                                         | 西里尔·格林戈尔 （法國） / 尼古拉斯·达诺斯 （法國）                     |

## 影像裁判
2018年4月30日，国际足联公布本届世界杯的13名影像輔助裁判。针对不同的情况，每场比赛会配备1名影像輔助裁判和3名影像輔助裁判助理，他们会根据莫斯科国际广播中心的画面作出判罚。
| 联合会 | 影像輔助裁判                         |
| ------ | ------------------------------------ |
| 亚洲   | 阿卜杜勒拉赫曼·阿尔·贾西姆 (卡達)    |
| 南美洲 | 威尔顿·桑帕约 (巴西)                 |
| 南美洲 | 盖瑞·维尔加斯 (玻利维亚)             |
| 南美洲 | 毛罗·维吉利亚诺 (阿根廷)             |
| 欧洲   | 马西米利亚诺·爱拉蒂 (意大利)         |
| 欧洲   | 达尼埃莱·奥萨托 (意大利)             |
| 欧洲   | 保罗·瓦莱里 (意大利)                 |
| 欧洲   | 巴斯蒂安·丹克特 (德国)               |
| 欧洲   | 菲利克斯·茨瓦尔 (德国)               |
| 欧洲   | 阿图尔·苏亚雷斯·迪亚斯 (葡萄牙)      |
| 欧洲   | 蒂亚戈·布鲁诺·洛佩斯·马丁斯 (葡萄牙) |
| 欧洲   | 帕维尔·吉尔 (波兰)                   |
| 欧洲   | 丹尼·马克科利 (荷兰)                 |

## 裁判的更替
5月30日，沙特阿拉伯裁判法赫德·米尔达西涉嫌收受贿赂对比赛数据造假被禁赛，他的两名助理裁判也被踢出名单。新裁判没有出现，但来自阿联酋的哈桑·马里（Hasan Al Mahri）和日本的山内弘的两名助理裁判被增加到名单中。